# Скребино (деревня)
Скребино — деревня в Кирилловском районе Вологодской области.
Входит в состав Чарозерского сельского поселения, с точки зрения административно-территориального деления — в Коротецкий сельсовет.
Расстояние до районного центра Кириллова по автодороге — 66,3 км, до центра муниципального образования Чарозера по прямой — 17 км. Ближайшие населённые пункты — Игнатьево, Бараково, Коротецкая, Ромашево, Горка-1, Спелово, Марковская, Олютинская, Булыкино.
По переписи 2002 года население — 6 человек.